# Michel-Ange Houasse
Michel-Ange Houasse /miʃɛˈlɑ̃ʒ was/ (Parigi, 1680 – Arpajon, 30 settembre 1730) è stato un pittore francese.
Pittore barocco, lavorò tutta la vita in Spagna presso la Corte di Filippo V. Le sue opere sono in prevalenza scene di genere
in cui mostrò una spiccata originalità.

## Biografia
Michel-Ange Houasse era figlio del più celebre René-Antoine Houasse e di Marie Le Bé. Introdotto e formato all'arte da suo padre, entrò all'Académie royale de peinture et de sculpture nel 1707, portando come opera di presentazione un quadro intitolato Hercule et Lychas, oggi conservato al Museo di belle arti di Tours.

Finiti i suoi studi fu dapprima nominato "pittore ordinario" di Luigi XIV, quindi chiamato da Jean Orry, "Controllore delle Finanze" del re di Spagna. Si recò quindi a Madrid nell'aprile del 1715, poco tempo dopo le nozze di Filippo V con Elisabetta Farnese. Fu nominato "Pittore di camera" del re, titolo che conservò tutta la vita.
Nel 1727, ammalatosi, rientrò in Francia per ristabilirsi. Tornò poi a Madrid, ma la sua salute continuò a peggiorare. Decise allora di recarsi ancora una volta a Parigi, ma durante il viaggio dovette fermarsi ad Arpajon, a poche miglia da Parigi, poiché le forze lo abbandonavano. Dopo qualche giorno Michel-Ange morì. Era la fine di settembre del 1730.
Tra i vari allievi ebb Antonio González Ruiz.

## Caratteri dell'opera
La sua opera è molto varia: dipinse con la stessa efficacia e lo stesso talento sia scene mitologiche, sulla scia di Nicolas Poussin, sia i ritratti della famiglia reale, le vedute delle residenze reali (in massima parte oggi conservate nei palazzi di Madrid, a La Granja e al Riofrio), nonché i soggetti religiosi (notevole la sua "Sacra famiglia con San Giovannino").
Ma Michel-Ange è conosciuto soprattutto per le sue scene di genere, nelle quali diede prova di un grande senso della composizione e di uno stile preciso. Tali opere trattano una grande varietà di temi e soggetti: ritrasse infatti le aule dell'"Accademia del disegno" di Madrid con i modelli e gli allievi all'opera, delle scene tratte dal Don Chisciotte, e anche momenti di vita, come le feste popolari (la Balançoire, Colin-maillard, etc.).
Né trascurò le tematiche pastorali e bucoliche, così care all'epoca, nelle quali mostra l'influenza di Watteau e i paesaggi, le cui atmosfere anticipano quelle di Corot.
Nonostante avesse una formazione francese, molte influenze spagnole si avvertono nelle sue opere, facendo di lui un artista particolarmente originale. Così, il ciclo della vita di "San François Regis", composto da sei quadri e conservato oggi all'"Instituto de San Isidro", ha ispirato a Francisco de Goya le sue rappresentazioni dei divertimenti popolari per la Cappella Borgia nella Cattedrale di Valencia.
La maggior parte delle opere di Michel-Ange Houasse si trova ancor oggi in Spagna.

## Alcune opere
- Hercule et Lychas, 1707, olio su tela. Museo di belle arti di Tours
- Louis I, roi d'Espagne, 1717, olio su tela, Museo del Prado, Madrid
- Bacchanale, 1719, olio su tela, Museo del Prado, Madrid.
- Vue de l'Escorial, 1723, olio su tela, Museo del Prado, Madrid.
- Sainte Famille, 1726, Museo del Prado, Madrid.
- L'Académie de dessin (Intérieur d'école, Alc azar de Madrid), 1728, olio su tela, Palazzo reale, Madrid
- L'Infante Carlo di Borbone, 1716, olio su tela, Caserta, Palazzo Reale

## Collegamenti esterni

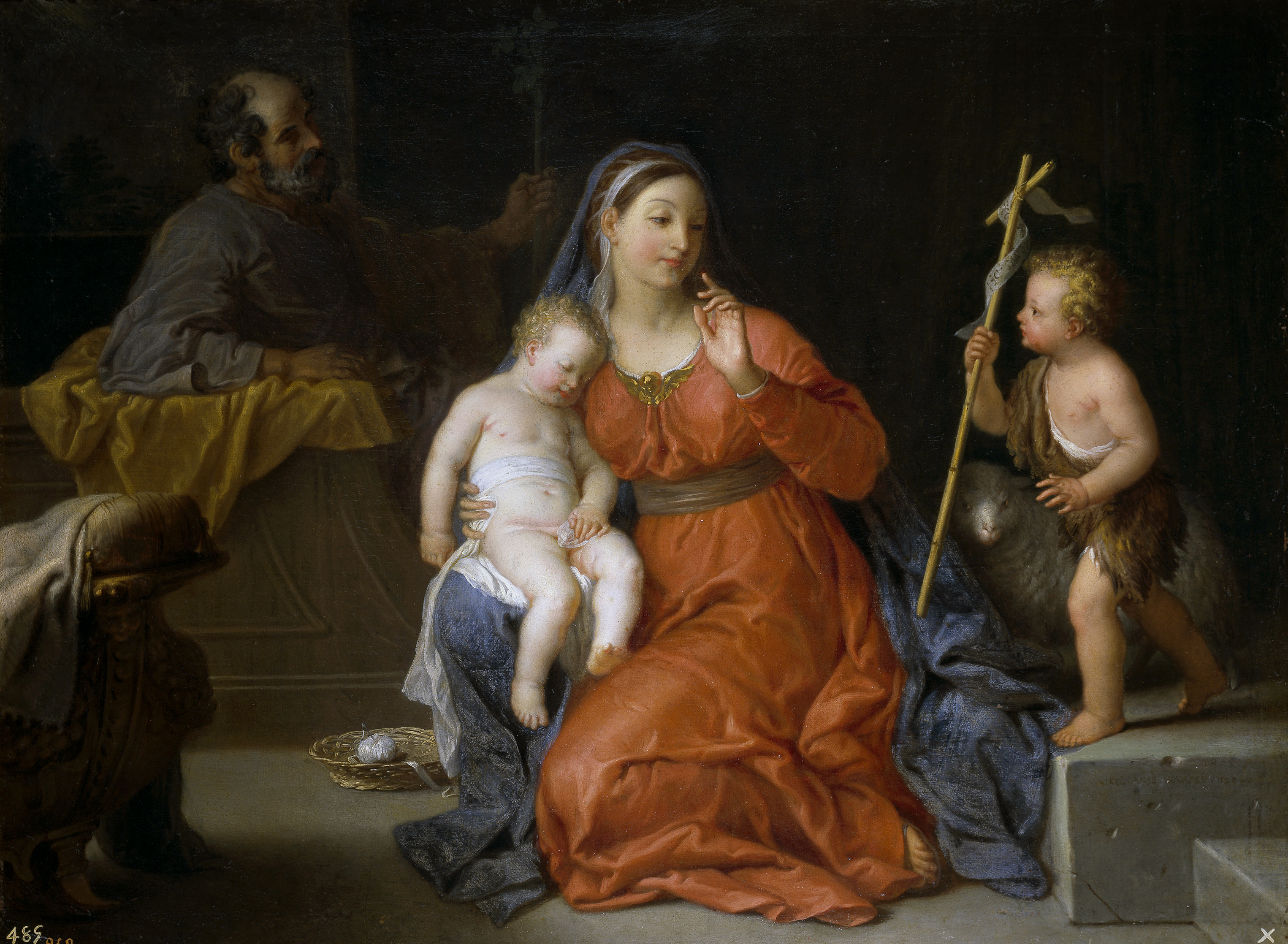
La Sacra Famiglia con il piccolo San Giovanni

## Galleria d'immagini

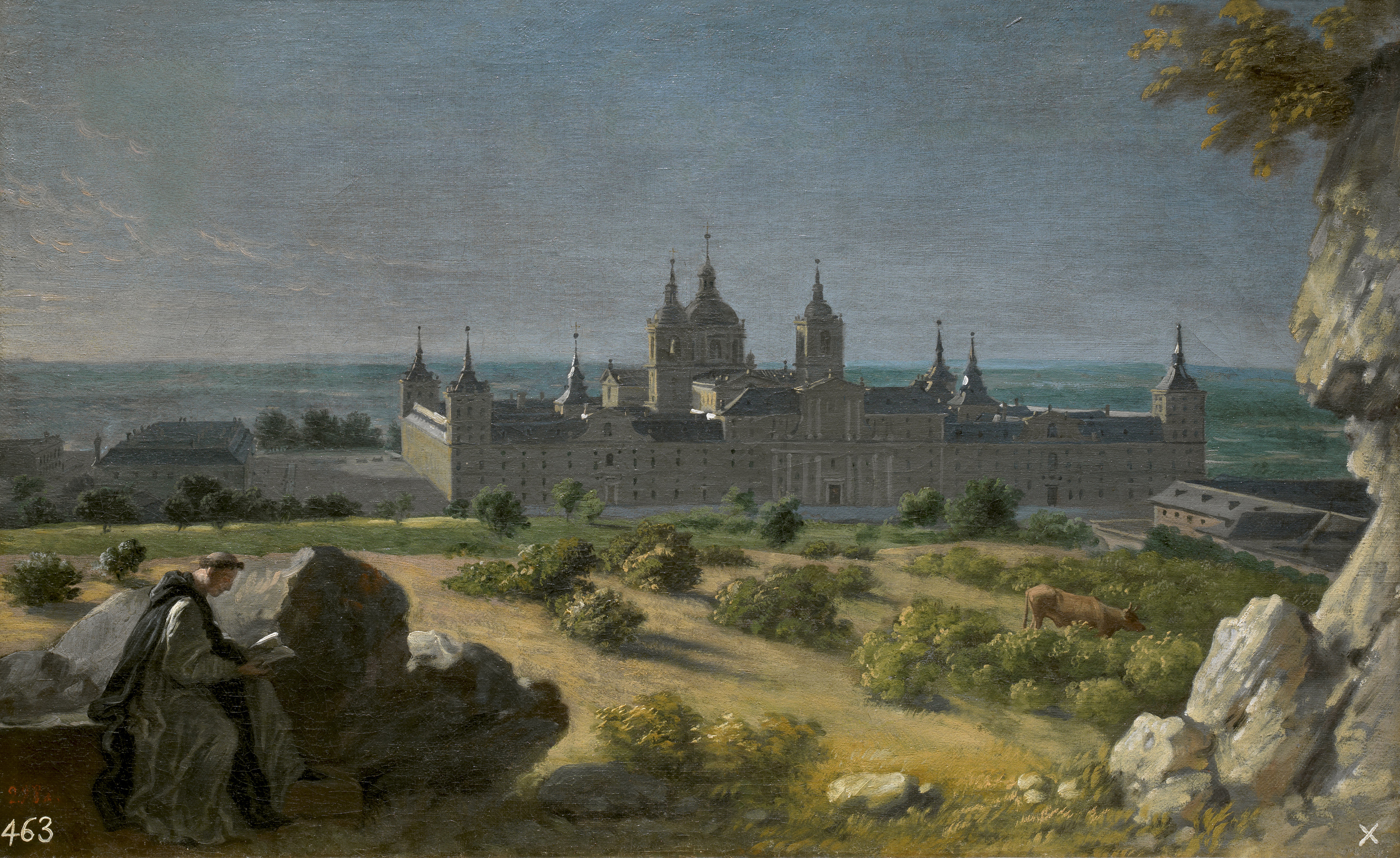
Il monastero dell'Escorial
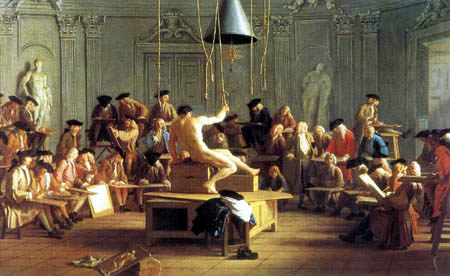
Un'aula della scuola d'arte
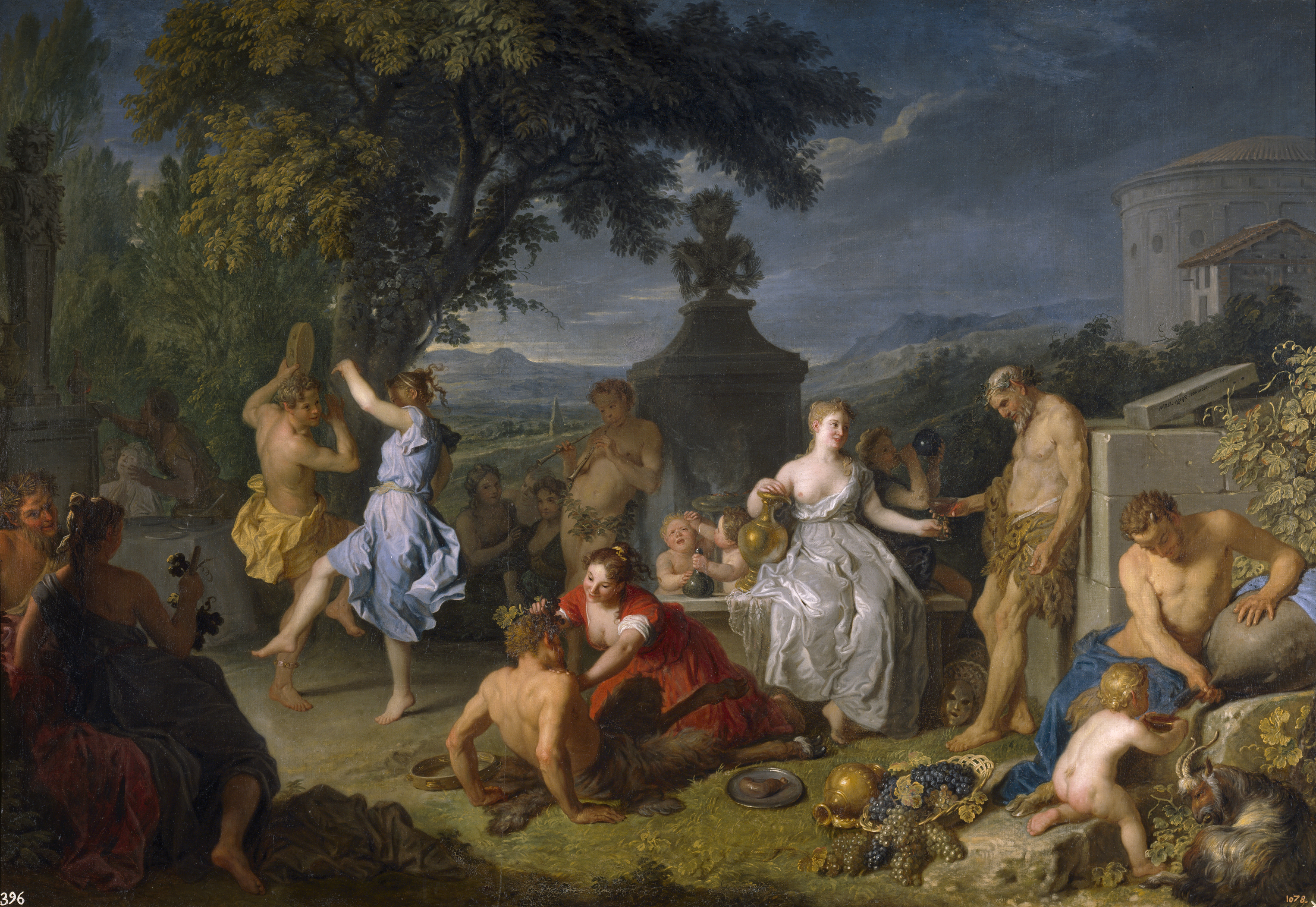
Baccanale